# Diamantová liga 2018
Samsung Diamantová liga 2018 byla devátá série atletických závodů Diamantové ligy.

## Kalendář
| Datum        | Mítink                            | Město      | Výsledek |
| ------------ | --------------------------------- | ---------- | -------- |
| 4.5.2018     | Qatar Athletic Super Grand Prix   | Dauhá      | Výsledky |
| 12.5.2018    | Shanghai Golden Grand Prix        | Šanghaj    | Výsledky |
| 26.5.2018    | Prefontaine Classic               | Eugene     | Výsledky |
| 31.5.2018    | Golden Gala                       | Řím        | Výsledky |
| 7.6.2018     | Bislett Games                     | Oslo       | Výsledky |
| 10.6.2018    | Bauhaus-Galan                     | Stockholm  | Výsledky |
| 30.6.2018    | Meeting de Paris                  | Paříž      | Výsledky |
| 5.7.2018     | Athletissima                      | Lausanne   | Výsledky |
| 13.7.2018    | Meeting international Mohammed-VI | Rabat      | Výsledky |
| 20.7.2018    | Meeting Herculis                  | Monako     | Výsledky |
| 21–22.7.2018 | London Grand Prix                 | Londýn     | Výsledky |
| 18.8.2018    | British Grand Prix                | Birmingham | Výsledky |
| 30.8.2018    | Weltklasse Zürich                 | Curych     | Výsledky |
| 31.8.2018    | Memoriál Van Dammeho              | Brusel     | Výsledky |

## Vítězové
| Muži                       | Muži              | Muži    |
| -------------------------- | ----------------- | ------- |
| Běh na 100 metrů           | Ronnie Baker      | 31 bodů |
| Běh na 200 metrů           | Noah Lyles        | 32 bodů |
| Běh na 400 metrů           | Abdalelah Haroun  | 35 bodů |
| Běh na 800 metrů           | Emmanuel Korir    | 24bodů  |
| Běh na 1500 metrů          | Timothy Cheruiyot | 32 bodů |
| Běh na 5000 m              | Birhanu Balew     | 27 bodů |
| Běh na 3000 metrů překážek | Benjamin Kigen    | 25 bodů |
| Běh na 110 metrů překážek  | Orlando Ortega    | 30 bodů |
| Běh na 400 metrů překážek  | Abderrahman Samba | 48 bodů |
| Skok do výšky              | Danil Lysenko     | 30 bodů |
| Skok o tyči                | Sam Kendricks     | 39 bodů |
| Skok daleký                | Luvo Manyonga     | 30 bodů |
| Trojskok                   | Christian Taylor  | 31 bodů |
| Vrh koulí                  | Tomas Walsh       | 25 bodů |
| Hod diskem                 | Fedrick Dacres    | 25 bodů |
| Hod oštěpem                | Andreas Hofmann   | 27 bodů |

| Ženy                       | Ženy                        | Ženy    |
| -------------------------- | --------------------------- | ------- |
| Běh na 100 metrů           | Murielle Ahouréová          | 37 bodů |
| Běh na 200 metrů           | Shericka Jacksonová         | 28 bodů |
| Běh na 400 metrů           | Salvá Ajd Násirová          | 39 bodů |
| Běh na 800 metrů           | Francine Niyonsabaová       | 43 bodů |
| Běh na 1500 metrů          | Gudaf Tsegayová             | 30 bodů |
| Běh na 5000 m              | Hellen Onsando Obiriová     | 20 bodů |
| Běh na 3000 metrů překážek | Hyvin Kyiengová Jepkemoiová | 28 bodů |
| Běh na 100 metrů překážek  | Brianna Rollinsová          | 38 bodů |
| Běh na 400 metrů překážek  | Janieve Russellová          | 36 bodů |
| Skok do výšky              | Marija Lasickeneová         | 46 bodů |
| Skok o tyči                | Sandi Morrisová             | 40 bodů |
| Skok daleký                | Malaika Mihambo             | 23 bodů |
| Trojskok                   | Caterine Ibargüenová        | 32 bodů |
| Vrh koulí                  | Christina Schwanitzová      | 22 bodů |
| Hod diskem                 | Sandra Perkovićová          | 32 bodů |
| Hod oštěpem                | Lü Chuej-chuej              | 23 bodů |